# سامانتا کافی
سامانتا کافی (انگلیسی: Sam Coffey؛ زادهٔ ۳۱ دسامبر ۱۹۹۸) بازیکن فوتبال زن اهل ایالات متحده آمریکا است.
از باشگاه‌هایی که در آن بازی کرده است می‌توان به باشگاه فوتبال پورتلند تورنز اشاره کرد.
وی همچنین در تیم‌های ملی فوتبال زیر ۲۳ سال زنان ایالات متحده آمریکا، و زنان ایالات متحده آمریکا بازی کرده است.